# 828 (číslo)
Osm set dvacet osm je přirozené číslo. Následuje po číslu osm set dvacet sedm a předchází číslu osm set dvacet devět. Římskými číslicemi se zapisuje DCCCXXVIII.

## Matematika
828 je:
- Abundantní číslo
- Nepříznivé číslo
- Nešťastné číslo

## Astronomie
- (828) Lindemannia je planetka hlavního pásu, kterou objevil v roce 1916 Johann Palisa

## Roky
- 828
- 828 př. n. l.